# Sitjärnen, Dalarna
Sitjärnen är en sjö i Hedemora kommun i Dalarna och ingår i Dalälvens huvudavrinningsområde. Sjön har en area på 0,189 kvadratkilometer och ligger 141 meter över havet.

## Delavrinningsområde
Sitjärnen ingår i det delavrinningsområde (670021-152320) som SMHI kallar för Inloppet i Sörbosjön. Medelhöjden är 144 meter över havet och ytan är 3,3 kvadratkilometer. Räknas de 17 avrinningsområdena uppströms in blir den ackumulerade arean 190,17 kvadratkilometer. Långshytteån (Glasån) som avvattnar avrinningsområdet har biflödesordning 2, vilket innebär att vattnet flödar genom totalt 2 vattendrag innan det når havet efter 184 kilometer. Avrinningsområdet består mestadels av skog (68 procent). Avrinningsområdet har 0,19 kvadratkilometer vattenytor vilket ger det en sjöprocent på 5,8 procent. Bebyggelsen i området täcker en yta av 0,12 kvadratkilometer eller 4 procent av avrinningsområdet.